# Liste des albums musicaux numéro un au Billboard 200 en 1998

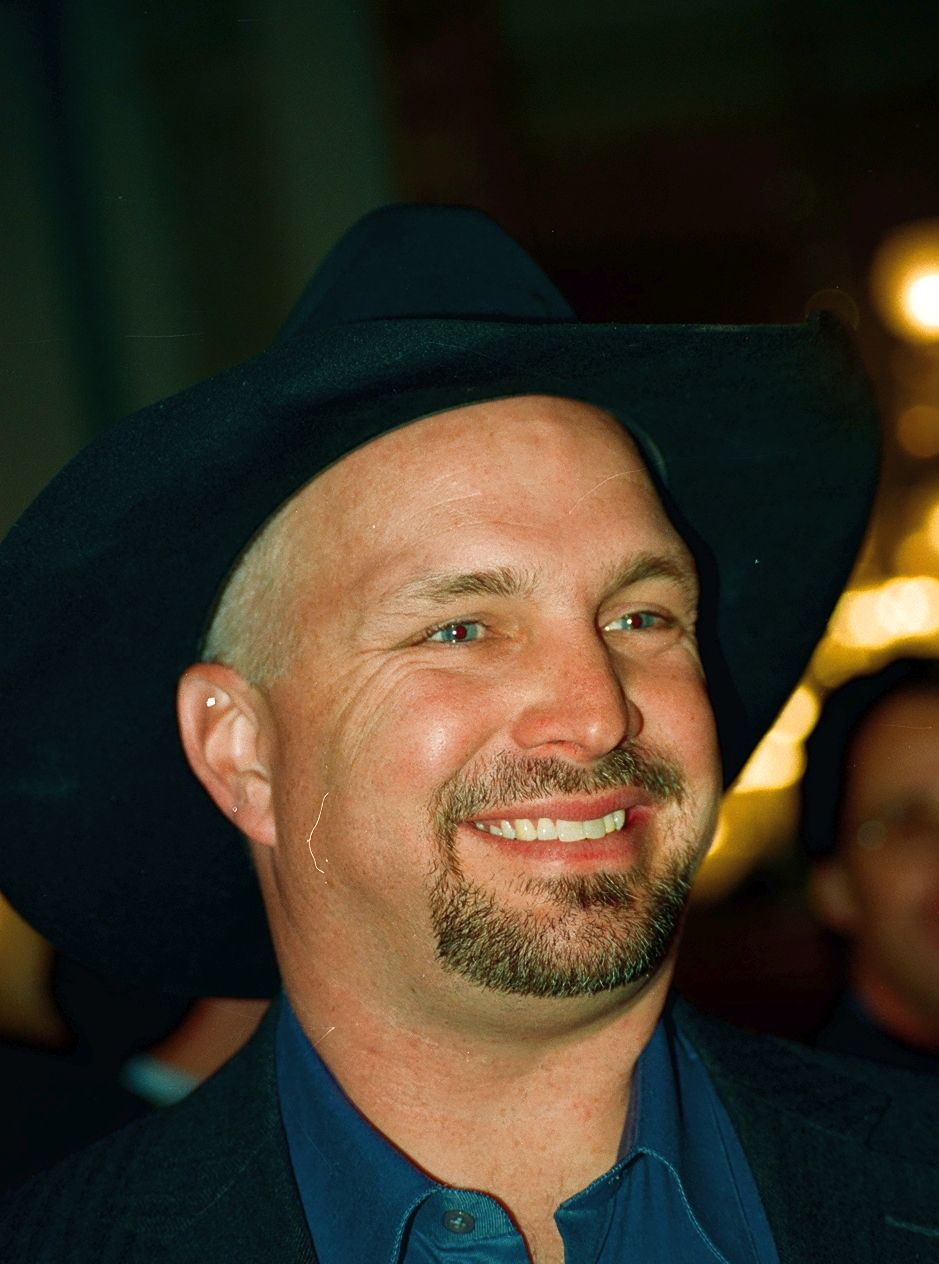
Garth Brooks

Cette page présente les albums musicaux numéro 1 chaque semaine en 1998 au Billboard 200, le classement officiel des ventes d'albums aux États-Unis établi par le magazine Billboard. Les cinq meilleures ventes annuelles sont également listées.

## Classement hebdomadaire
| Date         | Artiste(s)         | Titre                                                                                     | Référence |
| ------------ | ------------------ | ----------------------------------------------------------------------------------------- | --------- |
| 3 janvier    | Garth Brooks       | Sevens                                                                                    |           |
| 10 janvier   | Garth Brooks       | Sevens                                                                                    |           |
| 17 janvier   | Céline Dion        | Let's Talk About Love                                                                     |           |
| 24 janvier   | James Horner       | Titanic: Music from the Motion Picture (Bande originale du film Titanic)                  |           |
| 31 janvier   | James Horner       | Titanic: Music from the Motion Picture (Bande originale du film Titanic)                  |           |
| 7 février    | James Horner       | Titanic: Music from the Motion Picture (Bande originale du film Titanic)                  |           |
| 14 février   | James Horner       | Titanic: Music from the Motion Picture (Bande originale du film Titanic)                  |           |
| 21 février   | James Horner       | Titanic: Music from the Motion Picture (Bande originale du film Titanic)                  |           |
| 28 février   | James Horner       | Titanic: Music from the Motion Picture (Bande originale du film Titanic)                  |           |
| 7 mars       | James Horner       | Titanic: Music from the Motion Picture (Bande originale du film Titanic)                  |           |
| 14 mars      | James Horner       | Titanic: Music from the Motion Picture (Bande originale du film Titanic)                  |           |
| 21 mars      | James Horner       | Titanic: Music from the Motion Picture (Bande originale du film Titanic)                  |           |
| 28 mars      | James Horner       | Titanic: Music from the Motion Picture (Bande originale du film Titanic)                  |           |
| 4 avril      | James Horner       | Titanic: Music from the Motion Picture (Bande originale du film Titanic)                  |           |
| 11 avril     | James Horner       | Titanic: Music from the Motion Picture (Bande originale du film Titanic)                  |           |
| 18 avril     | James Horner       | Titanic: Music from the Motion Picture (Bande originale du film Titanic)                  |           |
| 25 avril     | James Horner       | Titanic: Music from the Motion Picture (Bande originale du film Titanic)                  |           |
| 2 mai        | James Horner       | Titanic: Music from the Motion Picture (Bande originale du film Titanic)                  |           |
| 9 mai        | James Horner       | Titanic: Music from the Motion Picture (Bande originale du film Titanic)                  |           |
| 16 mai       | Dave Matthews Band | Before These Crowded Streets                                                              |           |
| 23 mai       | Garth Brooks       | The Limited Series                                                                        |           |
| 30 mai       | Garth Brooks       | The Limited Series                                                                        |           |
| 6 juin       | DMX                | It's Dark and Hell Is Hot                                                                 |           |
| 13 juin      | Divers artistes    | City of Angels: Music from the Motion Picture (Bande originale du film La Cité des anges) |           |
| 20 juin      | Master P           | MP da Last Don                                                                            |           |
| 27 juin      | Master P           | MP da Last Don                                                                            |           |
| 4 juillet    | Divers artistes    | City of Angels: Music from the Motion Picture                                             |           |
| 11 juillet   | Divers artistes    | City of Angels: Music from the Motion Picture                                             |           |
| 18 juillet   | Divers artistes    | Armageddon: The Album (Bande originale du film Armageddon)                                |           |
| 25 juillet   | Divers artistes    | Armageddon: The Album (Bande originale du film Armageddon)                                |           |
| 1er août     | Beastie Boys       | Hello Nasty                                                                               |           |
| 8 août       | Beastie Boys       | Hello Nasty                                                                               |           |
| 15 août      | Beastie Boys       | Hello Nasty                                                                               |           |
| 22 août      | Snoop Dogg         | Da Game Is to Be Sold, Not to Be Told                                                     |           |
| 29 août      | Snoop Dogg         | Da Game Is to Be Sold, Not to Be Told                                                     |           |
| 5 septembre  | Korn               | Follow the Leader                                                                         |           |
| 12 septembre | Lauryn Hill        | The Miseducation of Lauryn Hill                                                           |           |
| 19 septembre | Lauryn Hill        | The Miseducation of Lauryn Hill                                                           |           |
| 26 septembre | Lauryn Hill        | The Miseducation of Lauryn Hill                                                           |           |
| 3 octobre    | Marilyn Manson     | Mechanical Animals                                                                        |           |
| 10 octobre   | Lauryn Hill        | The Miseducation of Lauryn Hill                                                           |           |
| 17 octobre   | Jay-Z              | Vol. 2... Hard Knock Life                                                                 |           |
| 24 octobre   | Jay-Z              | Vol. 2... Hard Knock Life                                                                 |           |
| 31 octobre   | Jay-Z              | Vol. 2... Hard Knock Life                                                                 |           |
| 7 novembre   | Jay-Z              | Vol. 2... Hard Knock Life                                                                 |           |
| 14 novembre  | Jay-Z              | Vol. 2... Hard Knock Life                                                                 |           |
| 21 novembre  | Alanis Morissette  | Supposed Former Infatuation Junkie                                                        |           |
| 28 novembre  | Alanis Morissette  | Supposed Former Infatuation Junkie                                                        |           |
| 5 décembre   | Garth Brooks       | Double Live                                                                               |           |
| 12 décembre  | Garth Brooks       | Double Live                                                                               |           |
| 19 décembre  | Garth Brooks       | Double Live                                                                               |           |
| 26 décembre  | Garth Brooks       | Double Live                                                                               |           |

## Classement annuel
Les 5 meilleures ventes d'albums de l'année aux États-Unis selon Billboard :
1. James Horner  - Titanic: Music from the Motion Picture
2. Céline Dion - Let's Talk About Love
3. Garth Brooks - Sevens
4. Backstreet Boys - Backstreet Boys
5. Shania Twain - Come on Over